# Вилијам I Нормандијски
Вилијам I Нормандијски или Вилијам Дуги Мач (око 893 - 17. децембар 942) је био други владар Нормандије, син викинга Ролона.

## Биографија
Вилијамов отац, викинг Ролон, склопио је са француским краљем Карлом III 911. године уговор којим су се викинзи населили у области Руана у Нормандији. Ролонове државе касније су постале средиште Војводства Нормандије. Вилијам је свога оца наследио 927. године. Убрзо након доласка на власт, Вилијам се суочио са побуном коју је, према Ордерику Виталу предводио Риулф од Евреа. Током побуне му је његова прва жена родила сина Ричарда. Вилијам је подржавао Рудолфа Бургундијског у његовом успону ка француској круни. У замену за подршку, Рудолф му је дао господство над земљама у Бретањи, укључујући и Авранш и Котентин. Године 935. Вилијам је своју сестру Аделу оженио Вилијамом III Аквитанским уз одобрење Ига Капета. Истовремено је оженио Лиутгарду, ћерку грофа Херберта II од Вермандоа. Године 939. Вилијам напада Фландрију. Арнулф I Фландријски и Луј IV одговорили су нападом на Нормандију. Због свог напада на Арнулфове територије, Вилијам је екскомунициран. Године 940. Вилијам се састао са француским краљем и обећао му лојалност. Француски краљ потврдио му је земље које су дате његовом оцу. Скоро три године касније, Вилијам је убијен од стране Арнулфових присталица. 

## Породично стабло
|  |                           |  |  |  |  |  |  |  |  |  |  |  |  |  |  |  |
|  | 2. Викинг Роло            |  |  |  |  |  |  |  |  |  |  |  |  |  |  |  |
|  |                           |  |  |  |  |  |  |  |  |  |  |  |  |  |  |  |
|  |                           |  |  |  |  |  |  |  |  |  |  |  |  |  |  |  |
|  | 1. Вилијам I Нормандијски |  |  |  |  |  |  |  |  |  |  |  |  |  |  |  |
|  |                           |  |  |  |  |  |  |  |  |  |  |  |  |  |  |  |
|  |                           |  |  |  |  |  |  |  |  |  |  |  |  |  |  |  |
|  | 3. Попа од Бајеа          |  |  |  |  |  |  |  |  |  |  |  |  |  |  |  |
|  |                           |  |  |  |  |  |  |  |  |  |  |  |  |  |  |  |
|  |                           |  |  |  |  |  |  |  |  |  |  |  |  |  |  |  |